# Celeia Park
Celeia Park je poslovni objekt v Celju ob železnici med novo avtobusno postajo in železniško postajo na Aškerčevi ulici, kjer je nekoč bil hotel Pošta. V njem trenutno domujejo Davčna uprava RS, A banka in drugi. 